# 2074
Rok 2074 (MMLXXIV) gregoriánského kalendáře začne v pondělí 1. ledna a skončí v pondělí 31. prosince.

## Předpokládané a naplánované události
- 10. ledna – 150. výročí vzniku studia Columbia Pictures
- 17. dubna – 150. výročí vzniku společnosti Metro-Goldwyn-Mayer
- 100. výročí premiéry filmu Skleněné peklo